# Castillon-Massas
Pour les articles homonymes, voir Castillon.
Castillon-Massas (Castilhon de Massàs en gascon) est une commune française située dans le département du Gers en région Occitanie. Sur le plan historique et culturel, la commune est dans le Pays d'Auch, un territoire céréalier et viticole qui s'est également constitué en pays au sens aménagement du territoire en 2003.
Exposée à un climat océanique altéré, elle est drainée par la Loustère, le Talouch, le ruisseau de Lahontan et par divers autres petits cours d'eau.
Castillon-Massas est une commune rurale qui compte 225 habitants en 2022, après avoir connu une forte hausse de la population depuis 1968, ayant quasiment doublé. Elle fait partie de l'aire d'attraction d'Auch. Ses habitants sont appelés les Castillonais ou  Castillonaises.
Le patrimoine architectural de la commune comprend un immeuble protégé au titre des monuments historiques : l'église Saint-Jean-Baptiste, inscrite en 1984.

## Géographie

### Localisation
Castillon-Massas est une commune de l'aire urbaine d'Auch.

### Communes limitrophes
Les communes limitrophes sont  Auch, Castin, Lavardens, Peyrusse-Massas, Roquelaure et Saint-Lary.
| Lavardens  | Peyrusse-Massas  |            |
| Saint-Lary | Castillon-Massas | Roquelaure |
|            | Castin           | Auch       |

### Géologie et relief
Castillon-Massas se situe en zone de sismicité 1 (sismicité très faible).

### Hydrographie

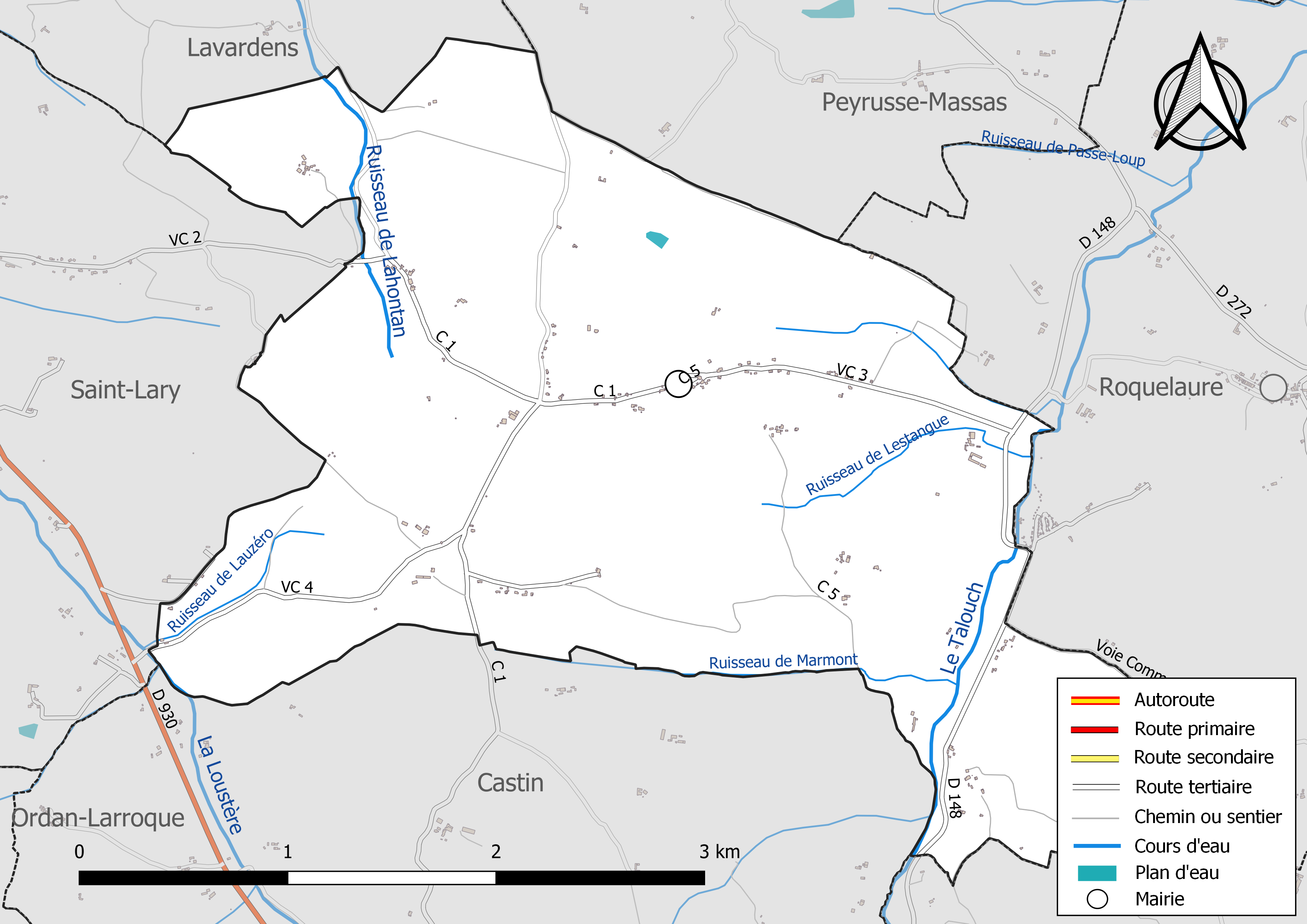
Réseaux hydrographique et routier de Castillon-Massas.

La commune est dans le bassin de la Garonne, au sein du bassin hydrographique Adour-Garonne. Elle est drainée par la Loustère, le Talouch, le ruisseau de Lahontan, le ruisseau de Lauzéro, le ruisseau de Lestangue, le ruisseau de Marmont et par divers petits cours d'eau, qui constituent un réseau hydrographique de 8 km de longueur totale,.
La Loustère, d'une longueur totale de 14 km, prend sa source dans la commune de Castin et s'écoule du sud-est vers le nord-ouest. Elle traverse la commune et se jette dans l'Auloue à Castéra-Verduzan, après avoir traversé 5 communes.
Le Talouch, d'une longueur totale de 14 km, prend sa source dans la commune d'Auch et s'écoule vers le nord. Il traverse la commune et se jette dans le Gers à Roquefort, après avoir traversé 6 communes.
Le ruisseau de Lahontan, d'une longueur totale de 11,6 km, prend sa source dans la commune et s'écoule du sud-est vers le nord-ouest. Il traverse la commune et se jette dans la Loustère à Jegun, après avoir traversé 5 communes.

### Climat
Pour des articles plus généraux, voir Climat de l'Occitanie et Climat du Gers.
En 2010, le climat de la commune est de type climat du Bassin du Sud-Ouest, selon une étude s'appuyant sur une série de données couvrant la période 1971-2000. En 2020, Météo-France publie une typologie des climats de la France métropolitaine dans laquelle la commune est exposée à un climat océanique altéré et est dans la région climatique Aquitaine, Gascogne, caractérisée par une pluviométrie abondante au printemps, modérée en automne, un faible ensoleillement au printemps, un été chaud (19,5 °C), des vents faibles, des brouillards fréquents en automne et en hiver et des orages fréquents en été (15 à 20 jours).
Pour la période 1971-2000, la température annuelle moyenne est de 12,9 °C, avec une amplitude thermique annuelle de 15,1 °C. Le cumul annuel moyen de précipitations est de 768 mm, avec 10 jours de précipitations en janvier et 6,1 jours en juillet. Pour la période 1991-2020, la température moyenne annuelle observée sur la station météorologique la plus proche, située sur la commune d'Auch à 9 km à vol d'oiseau, est de 13,5 °C et le cumul annuel moyen de précipitations est de 695,8 mm,. Pour l'avenir, les paramètres climatiques de la commune estimés pour 2050 selon différents scénarios d’émission de gaz à effet de serre sont consultables sur un site dédié publié par Météo-France en novembre 2022.

### Milieux naturels et biodiversité
Aucun espace naturel présentant un intérêt patrimonial n'est recensé sur la commune dans l'inventaire national du patrimoine naturel,,.

## Urbanisme

### Typologie
Au 1er janvier 2024, Castillon-Massas est catégorisée commune rurale à habitat très dispersé, selon la nouvelle grille communale de densité à sept niveaux définie par l'Insee en 2022.
Elle est située hors unité urbaine. Par ailleurs la commune fait partie de l'aire d'attraction d'Auch, dont elle est une commune de la couronne,. Cette aire, qui regroupe 112 communes, est catégorisée dans les aires de 50 000 à moins de 200 000 habitants,.

### Occupation des sols
L'occupation des sols de la commune, telle qu'elle ressort de la base de données européenne d’occupation biophysique des sols Corine Land Cover (CLC), est marquée par l'importance des territoires agricoles (90,4 % en 2018), une proportion sensiblement équivalente à celle de 1990 (90,5 %). La répartition détaillée en 2018 est la suivante : 
zones agricoles hétérogènes (51,4 %), terres arables (26,4 %), prairies (12,6 %), forêts (9,6 %). L'évolution de l’occupation des sols de la commune et de ses infrastructures peut être observée sur les différentes représentations cartographiques du territoire : la carte de Cassini (XVIIIe siècle), la carte d'état-major (1820-1866) et les cartes ou photos aériennes de l'IGN pour la période actuelle (1950 à aujourd'hui).

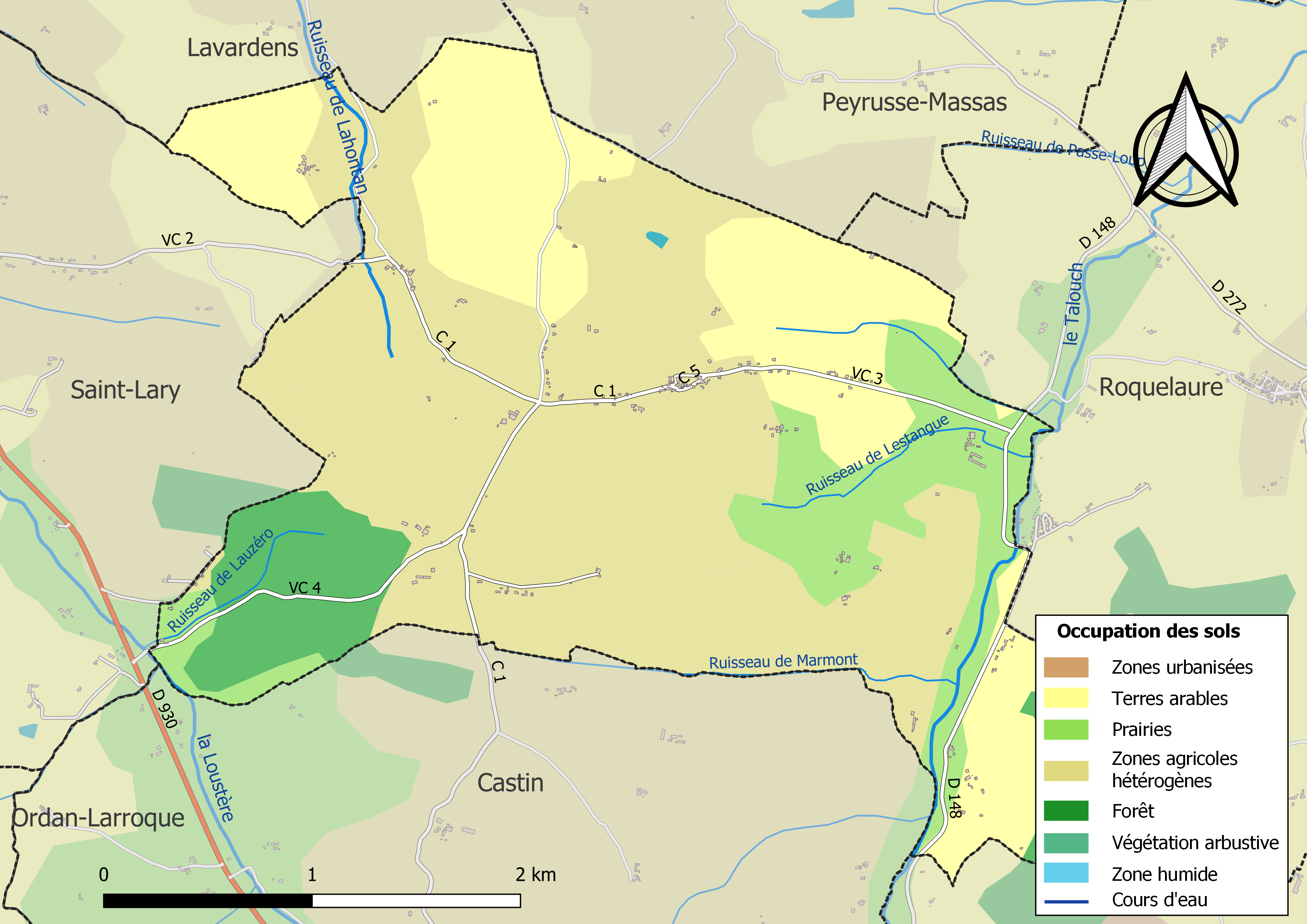
Carte des infrastructures et de l'occupation des sols de la commune en 2018 (CLC).

### Risques majeurs
Le territoire de la commune de Castillon-Massas est vulnérable à différents aléas naturels : météorologiques (tempête, orage, neige, grand froid, canicule ou sécheresse) et séisme (sismicité très faible). Un site publié par le BRGM permet d'évaluer simplement et rapidement les risques d'un bien localisé soit par son adresse soit par le numéro de sa parcelle.

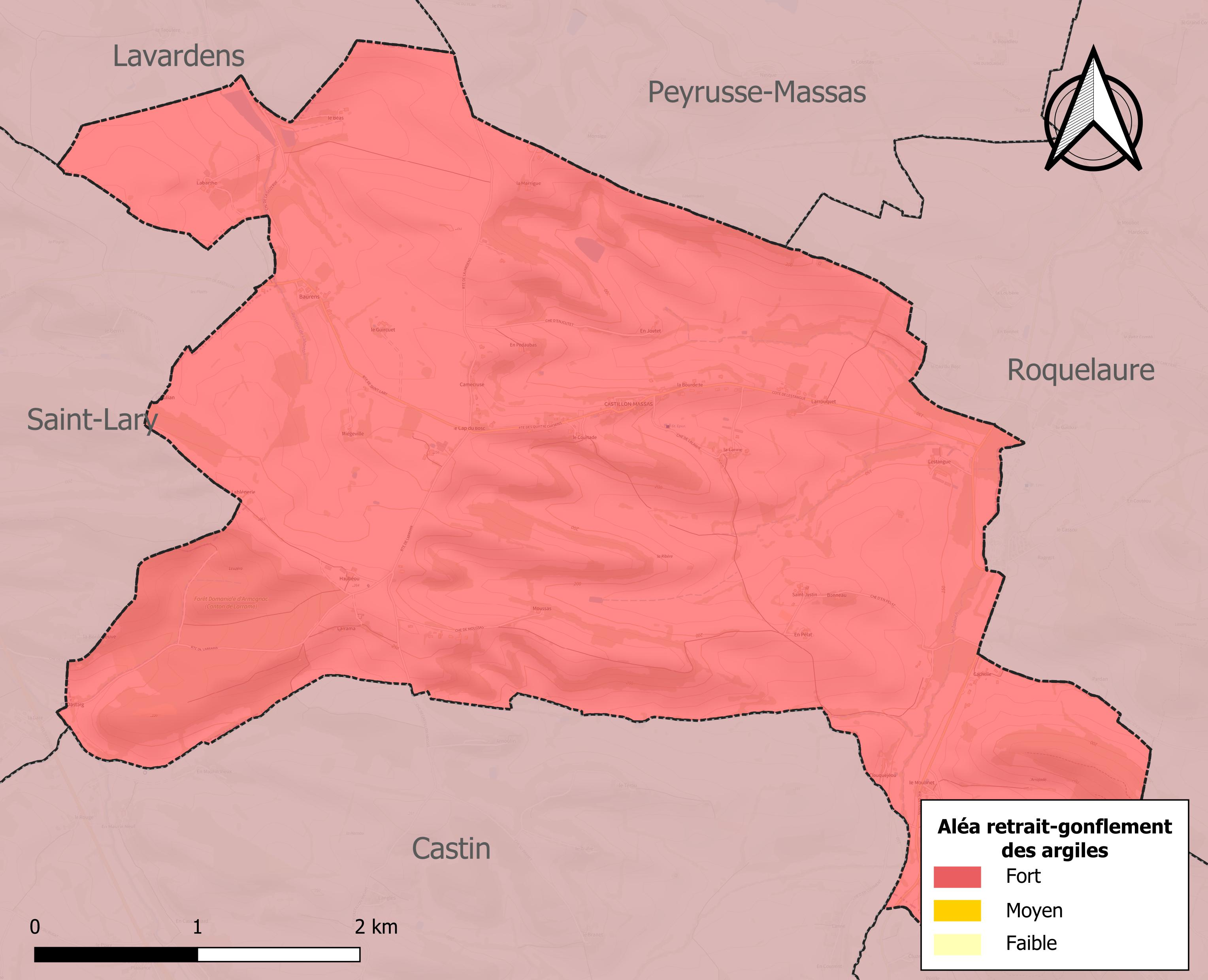
Carte des zones d'aléa retrait-gonflement des sols argileux de Castillon-Massas.

Le retrait-gonflement des sols argileux est susceptible d'engendrer des dommages importants aux bâtiments en cas d’alternance de périodes de sécheresse et de pluie. La totalité de la commune est en aléa moyen ou fort (94,5 % au niveau départemental et 48,5 % au niveau national). Sur les 111 bâtiments dénombrés sur la commune en 2019, 111 sont en aléa moyen ou fort, soit 100 %, à comparer aux 93 % au niveau départemental et 54 % au niveau national. Une cartographie de l'exposition du territoire national au retrait gonflement des sols argileux est disponible sur le site du BRGM,.
Par ailleurs, afin de mieux appréhender le risque d’affaissement de terrain, l'inventaire national des cavités souterraines permet de localiser celles situées sur la commune.
La commune a été reconnue en état de catastrophe naturelle au titre des dommages causés par les inondations et coulées de boue survenues en 1999 et 2009. Concernant les mouvements de terrains, la commune a été reconnue en état de catastrophe naturelle au titre des dommages causés par la sécheresse en 1989, 1991, 1998, 2002, 2009 et 2017 et par des mouvements de terrain en 1999.

## Politique et administration

### Liste des maires
| Période    | Période    | Identité                    | Étiquette | Qualité |
| ---------- | ---------- | --------------------------- | --------- | ------- |
| 1792       | 1793       | Bernard Laberene            |           |         |
| 1793       | 1795       | Pierre Dilhan               |           |         |
| 1795       | 1800       | Bernard Laberene            |           |         |
| 1800       | 05-1813    | Bertrand Bessaignet         |           |         |
| 05-1813    | 20-09-1815 | Bertrant Berges             |           |         |
| 20-09-1815 | 05-04-1818 | Louis Solirene              |           |         |
| 05-04-1818 | 07-01-1821 | Bertrand Guillaume Laberene |           |         |
| 07-01-1821 | 05-1821    | Louis Solirene              |           |         |
| 05-1821    | 14-05-1826 | Bertrand Guillaume Laberene |           |         |
| 14-05-1826 | 09-11-1828 | Bertrant Berges             |           |         |
| 09-11-1828 | 07-11-1830 | Jean Bessaignet             |           |         |
| 07-11-1830 | 03-01-1832 | Jean Baptiste Depied        |           |         |
| 03-01-1832 | 15-01-1835 | Etienne Cortade             |           |         |
| 15-01-1835 | 19-12-1839 | Jean Bessaignet             |           |         |
| 19-12-1839 | 15-08-1840 | Jacques Darre               |           |         |
| 15-08-1840 | 12-10-1846 | Bertrand Guillaume Laberene |           |         |
| 12-10-1846 | 09-04-1848 | Benoit Baurens              |           |         |
| 09-04-1848 | 15-08-1848 | Benoit Berges               |           |         |
| 15-08-1848 | 04-05-1851 | Jean Cortade                |           |         |
| 04-05-1851 | 15-02-1852 | Louis Bessaignet            |           |         |
| 15-02-1852 | 10-08-1865 | Jean Come Senges            |           |         |
| 10-08-1865 | 19-03-1879 | Isidore Leberon             |           |         |
| 19-03-1879 | 23-01-1881 | Joseph Cortade              |           |         |
| 23-01-1881 | 19-05-1912 | Victor Darre                |           |         |
| 19-05-1912 | 19-05-1935 | Joseph Toulouse             |           |         |
| 19-05-1935 | 11-02-1943 | Alfred Juppe                |           |         |
| 11-02-1943 | 16-02-1945 | Noël Rayne                  |           |         |
| 16-02-1945 | 06-11-1949 | Alexis Toulouse             |           |         |
| 06-11-1949 | 11-1966    | Jean Bessagnet              |           |         |
| 11-1966    | 30-04-1980 | Roger Palanque              |           |         |
| 30-04-1980 | 17-03-2001 | Guy Dugros                  |           |         |
| 2001       | En cours   | Bernard Carrera             | DVD       | Cadre   |

## Population et société

### Démographie
L'évolution du nombre d'habitants est connue à travers les recensements de la population effectués dans la commune depuis 1793. Pour les communes de moins de 10 000 habitants, une enquête de recensement portant sur toute la population est réalisée tous les cinq ans, les populations de référence des années intermédiaires étant quant à elles estimées par interpolation ou extrapolation. Pour la commune, le premier recensement exhaustif entrant dans le cadre du nouveau dispositif a été réalisé en 2006.

En 2022, la commune comptait 225 habitants, en évolution de −9,27 % par rapport à 2016 (Gers : +1,04 %, France hors Mayotte : +2,11 %).
| 1793 | 1800 | 1806 | 1821 | 1831 | 1841 | 1846 | 1851 | 1856 |
| ---- | ---- | ---- | ---- | ---- | ---- | ---- | ---- | ---- |
| 390  | 379  | 379  | 386  | 418  | 341  | 372  | 337  | 321  |

| 1861 | 1866 | 1872 | 1876 | 1881 | 1886 | 1891 | 1896 | 1901 |
| ---- | ---- | ---- | ---- | ---- | ---- | ---- | ---- | ---- |
| 305  | 275  | 255  | 247  | 241  | 232  | 221  | 200  | 195  |

| 1906 | 1911 | 1921 | 1926 | 1931 | 1936 | 1946 | 1954 | 1962 |
| ---- | ---- | ---- | ---- | ---- | ---- | ---- | ---- | ---- |
| 193  | 182  | 156  | 162  | 144  | 145  | 156  | 142  | 175  |

| 1968 | 1975 | 1982 | 1990 | 1999 | 2006 | 2011 | 2016 | 2021 |
| ---- | ---- | ---- | ---- | ---- | ---- | ---- | ---- | ---- |
| 130  | 146  | 169  | 171  | 197  | 235  | 250  | 248  | 232  |

| 2022 | - | - | - | - | - | - | - | - |
| ---- | - | - | - | - | - | - | - | - |
| 225  | - | - | - | - | - | - | - | - |

## Économie

### Revenus
En 2018  (données Insee publiées en septembre 2021), la commune compte 94 ménages fiscaux, regroupant 219 personnes. La médiane du revenu disponible par unité de consommation est de 22 050 € (20 820 € dans le département).

### Emploi
|                | 2008  | 2013  | 2018  |
| -------------- | ----- | ----- | ----- |
| Commune        | 5,2 % | 5,8 % | 9,2 % |
| Département    | 6,1 % | 7,5 % | 8,2 % |
| France entière | 8,3 % | 10 %  | 10 %  |

En 2018, la population âgée de 15 à 64 ans s'élève à 141 personnes, parmi lesquelles on compte 80,3 % d'actifs (71,1 % ayant un emploi et 9,2 % de chômeurs) et 19,7 % d'inactifs,. En  2018, le taux de chômage communal (au sens du recensement) des 15-64 ans est supérieur à celui du département, mais inférieur à celui de la France, alors qu'il était inférieur à celui du département et de la France en 2008.
La commune fait partie de la couronne de l'aire d'attraction d'Auch, du fait qu'au moins 15 % des actifs travaillent dans le pôle,. Elle compte 19 emplois en 2018, contre 17 en 2013 et 20 en 2008. Le nombre d'actifs ayant un emploi résidant dans la commune est de 104, soit un indicateur de concentration d'emploi de 18,5 % et un taux d'activité parmi les 15 ans ou plus de 57,1 %.
Sur ces 104 actifs de 15 ans ou plus ayant un emploi, 14 travaillent dans la commune, soit 14 % des habitants. Pour se rendre au travail, 95,2 % des habitants utilisent un véhicule personnel ou de fonction à quatre roues, 2 % s'y rendent en deux-roues, à vélo ou à pied et 2,9 % n'ont pas besoin de transport (travail au domicile).

### Activités hors agriculture
12 établissements sont implantés  à Castillon-Massas au 31 décembre 2019.
Le secteur des activités spécialisées, scientifiques et techniques et des activités de services administratifs et de soutien est prépondérant sur la commune puisqu'il représente 25 % du nombre total d'établissements de la commune (3 sur les 12 entreprises implantées  à Castillon-Massas), contre 14,4 % au niveau départemental.

### Agriculture
|               | 1988 | 2000 | 2010 | 2020 |
| ------------- | ---- | ---- | ---- | ---- |
| Exploitations | 19   | 13   | 13   | 8    |
| SAU (ha)      | 909  | 617  | 687  | 462  |

La commune est dans le « Haut-Armagnac », une petite région agricole occupant le centre du département du Gers. En 2020, l'orientation technico-économique de l'agriculture  sur la commune est la polyculture et/ou le polyélevage. Huit exploitations agricoles ayant leur siège dans la commune sont dénombrées lors du recensement agricole de 2020 (19 en 1988). La superficie agricole utilisée est de 462 ha,,.

## Culture locale et patrimoine

### Lieux et monuments
- Église Saint-Jean-Baptiste datant des XVIIe et XVIIIe siècles avec un clocher-mur original. Les façades et la toiture, ainsi que l'abside et le chevet sont inscrits à l'inventaire des monuments historiques depuis 1984[31]. Quelques objets (chasuble, statues, maître autel et tabernacle, tableau) sont référencés dans la base Palissy (voir les notices liées)[31].

### Personnalités liées à la commune
- Jacques-Marie, comte d'Astorg (1752-1822), militaire français des XVIIIe et XIXe siècles.

### Héraldique
| Blason de Castillon-Massas | Blason  | Coupé: au 1er d'azur à la tierce d'or accompagnée de trois fleurs de lis d'argent rangées en chef et de trois triangles du même rangés en pointe, au 2e parti au I de sinople au château d'argent, maçonné, ouvert et ajouré de sable, au II d'or à l'aigle de sable. DeviseSemper spes (toujours l'espoir). |
| Blason de Castillon-Massas | Détails | Le statut officiel du blason reste à déterminer. |